# Harstad-Narviks flygplats, Evenes
Harstad-Narviks flygplats, Evenes (norska: Harstad/Narvik lufthavn, Evenes) är en flygplats i Evenes kommun i Norge. En del av banan ligger även i Skånlands kommun.
Flygplatsen är belägen mellan Harstad och Narvik. Vägavståndet är 44 km till Harstad och 75 km (55 från år 2018) till Narvik. Efter nedläggningen av Narviks flygplats, Framnes är detta den enda flygplatsen för de två städerna, och den är dessutom viktig för Lofoten och Vesterålen. Det finns tre små flygplatser där, men på grund av deras korta banor kan inte större flygplan med räckvidd till exempelvis Oslo starta där.

## Destinationer
Uppgifter från november 2009.

### Inrikes
| - Andenes (Widerøe) - Bodø (Widerøe) - Oslo-Gardermoen (Norwegian, SAS) - Oslo-Torp (Norwegian) - Tromsø (Widerøe) - Trondheim (Widerøe) |

### Charter
- Kreta (arrangör Apollo)
- Varna (arrangör Apollo)
- Antalya (arrangör Tyrkiareiser och Ving)
- London (arrangör Berg-Hansen)